# Gladiolus cunonius
Gladiolus cunonius är en irisväxtart som först beskrevs av Carl von Linné, och fick sitt nu gällande namn av Joseph Gaertner. Gladiolus cunonius ingår i släktet sabelliljor, och familjen irisväxter. Inga underarter finns listade i Catalogue of Life.

## Bildgalleri

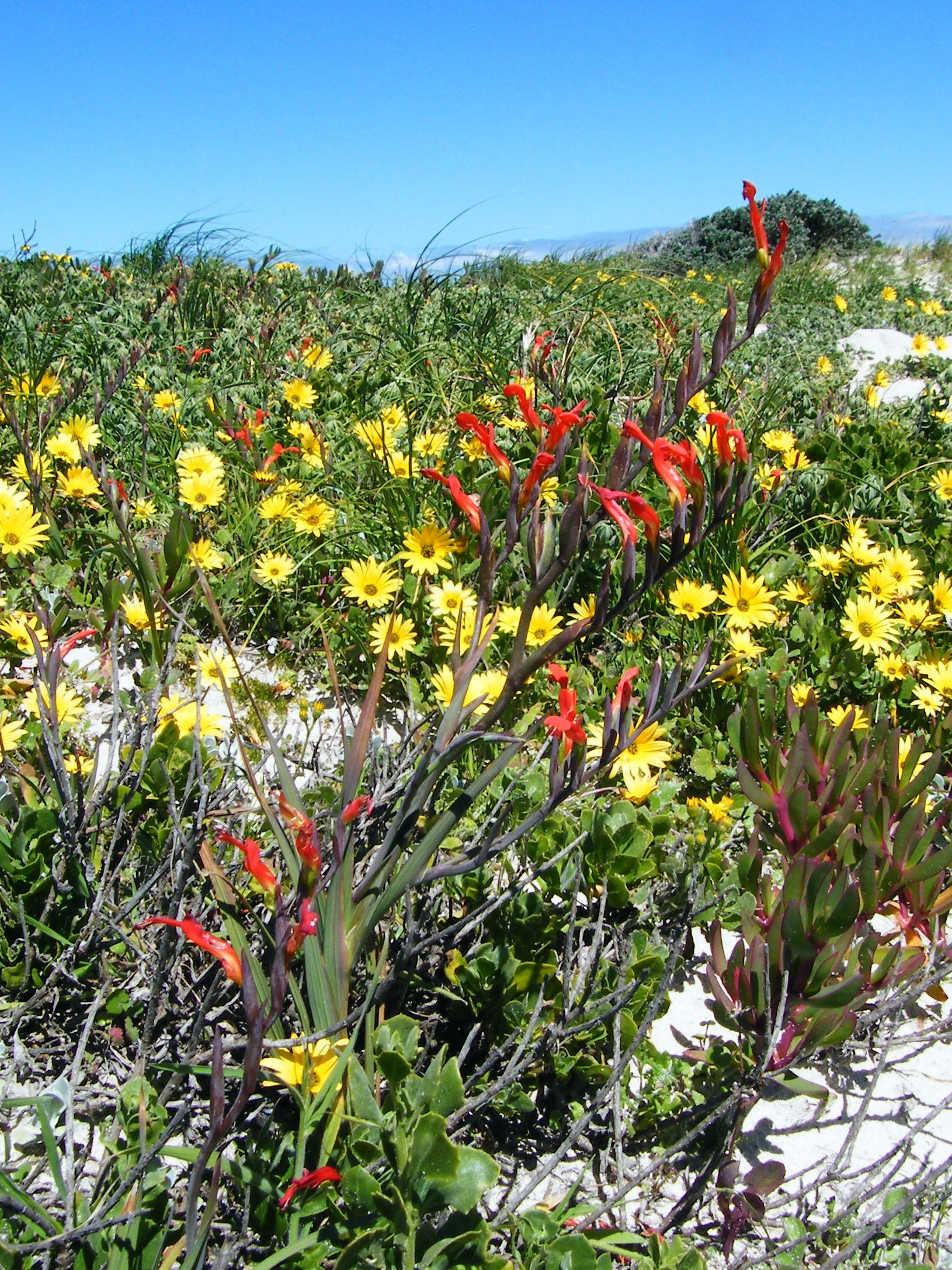